# Atavachron
| Críticas profissionais | Críticas profissionais |
| Avaliações da crítica  | Avaliações da crítica  |
| Fonte                  | Avaliação              |
| ---------------------- | ---------------------- |
| Allmusic               | [ 1 ]                  |

Atavachron é o quinto álbum do guitarrista virtuoso inglês Allan Holdsworth. O álbum foi lançado em 1986, com os selos Enigma Records, nos EUA, e JMS–Cream Records, na Europa.
Foi neste álbum que o guitarrista usou pela primeira vez a SynthAxe, uma guitarra MIDI de aparência tão estranha quanto a sonoridade que gerava.

## Faixas
Todas as faixas foram compostas por Allan Holdsworth, exceto onde indicado.
| N.º            | Título                 | Compositor(es)      | Duração |  |
| 1.             | "Non Brewed Condiment" |                     | 3:41    |  |
| 2.             | "Funnels"              |                     | 6:15    |  |
| 3.             | "The Dominant Plague"  |                     | 5:45    |  |
| 4.             | "Atavachron"           |                     | 4:45    |  |
| 5.             | "Looking Glass"        |                     | 4:36    |  |
| 6.             | "Mr. Berwell"          |                     | 6:24    |  |
| 7.             | "All Our Yesterdays"   | Letra: Rowanne Mark | 5:26    |  |
| Duração total: | Duração total:         | Duração total:      | 36:52   |  |

## Créditos Musicais
- Allan Holdsworth – guitar, SynthAxe, engenharia de som, mixagem, produção
- Rowanne Mark – vocais (faixa 6)
- William Edward Childs – teclados (faixas 2, 5)
- Alan Pasqua – teclados (faixas 3, 4, 6)
- Gary Husband – baterias (except faixas 3, 5, 7)
- Chad Wackerman – baterias (faixas 3, 7)
- Tony Williams – baterias (faixa 5)
- Jimmy Johnson – Baixo

### Demais Créditos
- Robert Feist – engenharia, mixagem
- Dan Humann – engenharia, mixagem
- Bernie Grundman – masterização